# Saint-Langis-lès-Mortagne
Saint-Langis-lès-Mortagne è un comune francese di 934 abitanti situato nel dipartimento dell'Orne nella regione della Normandia.

## Società

### Evoluzione demografica
Abitanti censiti